# 1048
Cette page concerne l'année 1048  du calendrier julien. Pour l'année 1048 av. J.-C., voir 1048 av. J.-C.
L'année 1048 est une année bissextile qui commence un vendredi.

## Événements
- 18 septembre : bataille de Kapetrou[1]. Le saljûqide Ibrahim Yinal (en) part à l’assaut de l’Asie Mineure (prise d’Erzurum en Arménie). Il se retire après une bataille meurtrière à Kapetru contre les forces alliées des Géorgiens et des Byzantins[2]. Le général géorgien Liparit est fait prisonnier ; d'autres auteurs arméniens placent la bataille en 1049[1].

- Le marabout Abdallah Ibn Yasin, appelé par le chef des Djoddala, crée un monastère (ribat) dans une île du Sénégal et répand un islam strict, à origine des Almoravides (de Al Morabethin : ceux du ribat). En peu de temps, de nombreux Berbères se joignent à eux. Lorsque Abdallah Ibn Yasin se sent assez puissant, il proclame la guerre sainte et rallie à sa cause tous les Sanhadja. La puissance des Almoravides devient vite une menace pour le royaume du Ghana, dont la route commerciale vers le nord est coupée, comme pour le Maghreb, dévasté et affaibli par l’invasion hilalienne à l’est, les querelles religieuses et les guerres de succession au centre et à l’ouest[3].
- Les Zirides d’Ifriqiya, sous l’influence des docteurs malikites de Kairouan, rejettent le chiisme et rétablissent le sunnisme. Il rompent définitivement avec les Fatimides en 1051[4].
- Fondation à Jérusalem de l'église Sainte-Marie des Latins et d'un hospice par les marchands amalfitains et desservi par les Bénédictins pour héberger et soigner les pèlerins[5].

### Europe
- 1er juillet : à la mort de Humbert Ier aux Blanches Mains[6], gentilhomme bourguignon fondateur de la maison de Savoie, son fils Amédée reprend le titre de comte (fin en 1051).
- 16 juillet - 9 août : pontificat de Damase II. Le Bavarois Poppon, évêque de Brixen, désigné comme pape par l’empereur Henri III doit chasser Benoît IX par la force. Il meurt peu après à Palestrina[1].
- Octobre : deuxième entrevue d'Ivois, sur la Chiers entre le roi des Francs Henri Ier et l'empereur Henri III[7].
- 11 novembre : Adalbert de Lorraine, duc de Lorraine depuis 1047, est tué à la bataille de Thuin par son compétiteur Godefroy le Barbu[8]. Son frère Gérard d'Alsace est désigné comme duc héréditaire de Lorraine par l'empereur Henri III à la diète de Worms en décembre. Il fonde la Maison de Lorraine qui règne sur le duché de Lorraine jusqu'en 1736[9].

- Décembre : les Petchenègues conduits par leur chef Tyrach passent massivement le Danube. Battus une première fois par les troupes des thèmes d’Occident ils sont enrôlés dans l'armée byzantine contre les Turcs mais se révoltent (1049). Incapable de les éliminer, l’empire byzantin doit pratiquer sa politique traditionnelle d’installation[2].

- Le roi des Francs Henri Ier envoie une ambassade à Kiev pour demander la main d’Anne, fille de Iaroslav le Sage[1].